# マッコイ 小木の\道中 もっでっぞ山形
『マッコイ 小木の￥道中 もっでっぞ山形』（マッコイ おぎのどうちゅう もっでっぞやまがた）は、さくらんぼテレビで毎週月曜深夜に放送されていたバラエティー番組。レギュラー放送は2013年7月15日から放送開始し、同年9月30日で最終回を迎えた。
2014年6月14日にはもっでっぞ山形ラーメン1時間スペシャルとして午後2時から放送され、現在は特別番組として放送されている。

## 概要
山形県出身の演出家であるマッコイ斉藤とおぎやはぎの小木博明が山形県の観光地などを巡り、魅力を紹介していく山形活性化バラエティー番組。「シンデレラルーレット」というルーレットが毎回番組上に登場し、このルーレットに止まったものが決まった時間おごり続けなければならない。
ルーレットのマスにはレギュラーメンバーの他、ゲストがいる際はゲストも加えられる。番組途中から番組プロデューサーであるポニー（ポニーキャニオン）も加えられた。おごり時間も止まったマスにより変動する。
姫（KONAN）が事前に調べて気になったスポットを主に観光するが、マッコイ斉藤が巡らせたい山形のスポットだったり、不意に予定にない山形のお店などに立ち寄る事もある。
山形県の各地方（番組内容を参照）ごとに1泊2日で特集し、地方ごとにそれぞれ収録期間を空けてメンバーが山形に訪問する形で撮影が行われた。3ヶ月間（計12回）のクールでの放送であったこともあり、置賜地方は取り上げられていない。この旅でのおごり総額は71万6382円となった。
レギュラー放送終了後は特別番組として、翌年に山形のラーメン特集として1時間のスペシャルが放送された（放送はレギュラー放送の深夜ではなく土曜日の昼間）。レギュラー放送同様シンデレラルーレットが登場するシステムは変わらないが、スポンサーを県内の企業や一般人から募集するという形となった。以後、不定期に制作され放送されている。
2017年にはさくらんぼテレビにて初めてゴールデン枠で放送された。

## 出演者

### レギュラー
- 社長：マッコイ斉藤
- MC：小木博明（おぎやはぎ）
- 姫：KONAN
- 佐藤唯（2015年3月15日放送分より）
- ナレーション：豊本明長（東京03）、（ラーメン1時間SPではマッコイ斉藤がナレーションも担当）

### ゲスト
レギュラー放送
- オラキオ（弾丸ジャッキー）（第5回 - 第8回）
- クロちゃん（安田大サーカス）（第9回 - 第11回）
- HIRO（安田大サーカス）（第9回 - 第11回）
- 大久保佳代子（オアシズ）（第11回・第12回）

ラーメン1時間SP（2014年6月14日午後2時〜）
- KABA.ちゃん
- 佐藤唯

冬の山形・汁特集（2015年3月15日午後1時〜）
- 野呂佳代

山形のお米特集（2016年6月19日午後1時〜）
- ウド鈴木
- 野呂佳代
- オラキオ（弾丸ジャッキー）

山形名物食べ尽くしSP（2017年9月15日午後7時〜午後7時57分）
- 川田広樹（ガレッジセール）
- 黒沢かずこ（森三中）

## 番組内容
- 第1回 - 第4回
  - 最上地方
- 第5回 - 第8回
  - 庄内地方
- 第9回 - 第12回
  - 村山地方
- ラーメン1時間SP
- 冬の山形・汁特集
- 山形のお米特集[2]
- 山形名物食べ尽くしSP

## 主題歌
- 銀杏BOYZ「BABY BABY」

## スタッフ
- 構成：佐藤俊明、山口トンボ
- ディレクター：白岩大輔、白坂亮介
- 演出：姉崎正広
- 制作：SHO-GUN
- プロデューサー：鈴木寿裕
- 監修：マッコイ斉藤
- 制作著作：ポニーキャニオン

## DVD
- マッコイ 小木の\道中 もっでっぞ山形（2013年12月18日発売）